# Phare d'Isla Cabras
Le phare de Isla Cabras (en anglais : Cabras Island Lighthouse) était un phare situé sur Isla Cabras (ceb) rattachée administrativement à la municipalité de Ceiba, à Porto Rico.Il a été détruit en 1966.

## Histoire
Isla Cabras est un îlot rocheux situé au large de Ceiba dans le passage de Vieques. Comme ce passage était devenue une voie maritime importante durant la domination coloniale espagnole à Porto Rico la construction d'un phare fut rendu nécessaire sur cette île. Après la guerre hispano-américaine de 1898, les USA ont entrepris cette construction en 1904. Le phare fut mis en service en 1908. Elle abritait le Roosevelt Roads Naval Station de l'United States Navy.
Ce phare fut unique parmi les phares de Porto Rico dans la mesure où il ressemblait à la forme et à la conception rectangulaires du phare du Fort San Felipe del Morro. À la différence de son parent de San Juan, le bâtiment supervisant le passage de Vieques était une petite structure de balisage de jour en pierre gris clair avec une bande rouge et une bordure blanche. Sa salle de la lanterne noire reposait sur une petite tour cylindrique à ses angles au sommet du bâtiment. Il se dressait à environ 24 m du sol et projetait une lumière blanche visible à une distance de neuf milles (environ 17 km). Son objectif initial était une lentille de Fresnel de sixième ordre.
Un gardien géra la lumière et occupa les deux pièces du bâtiment. Les îles de Culebra et de Vieques devenant à la fois des postes militaires et des destinations touristiques, le phare a joué un rôle important au nombre croissant de traversées du passage. En 1937, dans le cadre des modifications apportées par Gustaf Dalén aux technologies des lampes à gaz et des phares, les autorités installèrent une lampe à acétylène automatisée. Six ans plus tard, le bâtiment fut fermé. La structure originale a été détruite en 1966.
En 1965, le feu fut remplacé par un feu d'alignement appelé "Feu antérieur du chenal du canal du sud-ouest de Vieques". Celui-ci fut aussi désactivé.

Identifiant : ARLHS :ex-PUR-008 - Amirauté : ex-J5536 - NGA : ex-110-14511 .
|                 |
| Le phare (1946) |

|          |
| Le phare |

### Lien connexe
- Liste des phares de Porto Rico